# Maruéjols-lès-Gardon
Maruéjols-lès-Gardon là một xã trong tỉnh Gard thuộc vùng Occitanie, phía nam nước Pháp. Xã Maruéjols-lès-Gardon nằm ở khu vực có độ cao trung bình 101 mét trên mực nước biển.